# Hyomys
Hyomys är ett släkte av gnagare som ingår i familjen råttdjur.
Dessa gnagare är robust byggda djur. De når en kroppslängd (huvud och bål) av 30 till 39 cm, en svanslängd av 25 till 38 cm och en vikt mellan 750 och 945 g. Den borstiga pälsen har på ovansidan en mörkgrå färg och undersidan är ljusare grå till vitaktig. Även de små öronen är vitaktiga. Svansen saknar hår och är täckt av fjäll. Nästan alla tår är utrustade med kraftiga klor. Bara den breda stortån har en nagel. Hyomys skiljer sig i avvikande detaljer av tändernas konstruktion från släktet Mallomys.
Släktets medlemmar lever i bergstrakter på Nya Guinea. De vistas mellan 1200 och 3000 meter över havet.
Individerna klättrar ibland i växtligheten men de går vanligen på marken. De bygger bon av blad som placeras mellan rötter, mellan klippor eller i andra naturliga håligheter. Hyomys äter främst bambu och andra växtskott. Honor föder bara en unge per kull.
Arter enligt Catalogue of Life och Wilson & Reeder (2005):
- Hyomys dammermani
- Hyomys goliath

Arterna är nära släkt med andra råttdjur från den australiska regionen och släktet listas därför i Pogonomys-gruppen inom underfamiljen Murinae.